# Pisa–Firenze-vasútvonal
A Pisa–Firenze-vasútvonal (olaszul: Ferrovia Leopolda) egy normál nyomtávolságú, 3 kV egyenárammal villamosított, 101 km hosszú vasúti fővonal Olaszországban Pisa és Firenze között. Tulajdonosa az RFI, a személyszállítást a Trenitalia üzemelteti.
Olasz nevét, (Ferrovia Leopolda) II. Lipót toszkánai nagyhercegről kapta.
Az első teszt-vonat Livorno és Pisa között 1844. január 27-én közlekedett, 1850-ben a vasútvonalat kétvágányossá építették át.